# Canton de Perpignan-Ouest
Le canton de Perpignan-Ouest est un ancien canton français du département des Pyrénées-Orientales.

## Histoire
Le canton de Perpignan-Ouest est créé sous le Consulat, par l'arrêté du 19 nivôse an X (9 janvier 1802) portant réduction des justices de paix du département des Pyrénées-Orientales.
Il comprenait la partie occidentale de Perpignan ainsi que les communes de Baho, Bompas, Saint-Estève, Sainte-Marie, Pia et Villelongue-de-la-Salanque.
Le canton de Perpignan-Ouest est supprimé par le décret n° 73-819 du 16 août 1973 portant création de cantons dans le département des Pyrénées-Orientales.

## Représentation

### Conseillers généraux de 1833 à 2015
| Période                                  | Période                       | Identité                              | Étiquette                        | Qualité |
| ---------------------------------------- | ----------------------------- | ------------------------------------- | -------------------------------- | --- |
| 1833                                     | 1839                          | Eugène Boudon Lacombe de Saint-Michel |                                  | Ancien officier de marine Maire de Perpignan (1830-1831)                                                                                         |
| 1839                                     | 1848                          | Joseph II de Lazerme                  | Majorité ministérielle           | Avocat au Conseil souverain de Roussillon Député (1827-1830) Ancien conseiller général du canton de Perpignan-Est                                |
| 1848                                     | 1852                          | Paul Massot                           |                                  | Chirurgien de l'hôpital civil de Perpignan |
| 1852                                     | 1863                          | Justin Durand                         | Majorité dynastique Centre droit | Négociant et banquier Maire de Perpignan (1831 et 1862-1863) Député (1852-1863 et 1869-1870) Président du Conseil Général (1842-1845, 1853-1862) |
| 1863                                     | 1867                          | Isaac Pereire                         | Majorité dynastique Centre droit | Administrateur du chemin de fer de Lyon Député (1863-1869)                                                                                       |
| 1867                                     | 1871                          | Justin Durand                         | Centre droit                     | Négociant, banquier, ancien Maire de Perpignan                                                                                                   |
| 1871                                     | 1886                          | Eugène Boluix                         | Républicain                      | Capitaine de frégate |
| 1886                                     | 1892                          | Émile Brousse                         | Républicain radical              | Avocat - Député (1881-1895) Elu en 1892 dans le canton de Millas                                                                                 |
| 1892                                     | 1898                          | Jules de Lamer (1828-1906)            | Républicain                      | Ancien Préfet de la Haute-Loire |
| 1898                                     | 1910                          | Georges Drogart                       | Rad.                             | Architecte à Perpignan |
| 1910                                     | 1922                          | Léon Pous                             | Républicain Progressiste         | Médecin |
| 1922                                     | 1923 (annulation) (démission) | André Marty                           | PC-SFIC                          | Ancien marin (mutin de la mer Noire) |
| 1923                                     | 1934                          | Horace Chauvet                        | Union républicaine               | Journaliste et historien régional |
| 1934                                     | 1940                          | Brice Bonnéry (1886-1944)             | SFIO                             | Industriel à Perpignan, conseiller d'arrondissement Mort en déportation à Buchenwald                                                             |
|                                          |                               |                                       |                                  | |
| 1943                                     | 1945                          | Antoine Garrigue                      |                                  | Agriculteur, propriétaire Maire de Baho Nommé conseiller départemental en 1943                                                                   |
|                                          |                               |                                       |                                  | |
| 1945                                     | 1958                          | François Delcos                       | Rad.                             | Notaire à Perpignan Député (1936-1942 et 1945-1955) Secrétaire d'État (1950 et 1952)                                                             |
| 1958                                     | 1960 (décès)                  | François Cassagnes                    | DVD                              | Maire de Pia (1947-1960) |
| 1960                                     | 1962 (décès)                  | Henri Bonzoms                         | DVD                              | Médecin |
| 1962                                     | 1973                          | Louis Camo                            | DVD                              | Médecin hospitalier à Perpignan Elu en 1973 dans le Canton de Perpignan-6                                                                        |
| Les données manquantes sont à compléter. |                               |                                       |                                  | |

### Conseillers d'arrondissement (de 1833 à 1940)
Le canton de Perpignan-Ouest avait deux conseillers d'arrondissement.
| Période                                  | Période          | Identité                    | Étiquette                    | Qualité |
| ---------------------------------------- | ---------------- | --------------------------- | ---------------------------- | --- |
| 1833                                     | 1839             | Théodore Guiter             | Libéral puis Républicain     | Notaire à Perpignan, député (1848-1851 et 1871-1875)                                                        |
|                                          |                  |                             |                              | |
|                                          | 1882 (démission) | M. Gary                     |                              | |
|                                          |                  |                             |                              | |
| 1889                                     | 1893 (démission) | Emmanuel Carrère            | Républicain                  | Adjoint au maire de Pia                                                                                     |
| 1895                                     | 1901             | Raymond Bernis              | Républicain                  | Propriétaire à Saint-Estève                                                                                 |
| 1901                                     |                  | Henri Bassou-Malapert       | Républicain modéré           | Propriétaire et négociant à Perpignan                                                                       |
| 1913                                     | 1925             | Joseph Cassagnes            | Union républicaine nationale | Maire de Pia                                                                                                |
| 1922                                     | 1925 (décès)     | Joseph Bertrand (1866-1925) | SFIO                         | Magasinier, adjoint au maire de Perpignan Président du Conseil d'arrondissement                             |
| 1925                                     | 1931             | François Baixas             | Radical                      | Viticulteur à Pia                                                                                           |
| 28 février 1926                          | 1937             | Fernand Balsan              | SFIO                         | Propriétaire, maire de Villelongue-de-la-Salanque                                                           |
| 1931                                     | 1934             | Brice Bonnéry               | SFIO                         | Adjoint au maire de Perpignan                                                                               |
| 1934                                     | 1940             | Jacques Santmarti           | SFIO                         | Ouvrier ajusteur-mécanicien, conseiller municipal de Perpignan                                              |
| 1937                                     | 1940             | Fernand Baixas              | SFIO                         | Propriétaire à Pia                                                                                          |
| 1940                                     |                  |                             |                              | Les conseils d'arrondissement ont été suspendus par la loi du 12 octobre 1940 et n'ont jamais été réactivés |
| Les données manquantes sont à compléter. |                  |                             |                              | |